# Aichelberg (Landkreis Göppingen)
Aichelberg ist eine Gemeinde in Baden-Württemberg am Nordrand der Schwäbischen Alb am Albaufstieg der Bundesautobahn 8. Sie gehört zur Region Stuttgart (bis 1992 Region Mittlerer Neckar) und zur Randzone der europäischen Metropolregion Stuttgart. Zur Gemeinde Aichelberg gehören neben dem Dorf Aichelberg keine weiteren Orte.

## Geographie

### Geographische Lage
Die Gemeinde Aichelberg liegt zwischen Stuttgart und Ulm und in Luftlinie etwa zehn Kilometer südwestlich der Kreisstadt Göppingen am Albtrauf, dem Nordwestabhang der Schwäbischen Alb, in einer Höhe von 357 bis 615 m ü. NHN. Das langgestreckte Gebiet der Gemeinde zieht sich von etwas unterhalb des Boßler-Gipfels (799,9 m ü. NHN) auf einem fallenden Kamm über dessen zwei Ausläufe Turmberg (608,6 m ü. NHN) und Aichelberg (564,2 m ü. NHN) hinunter zum Dorf Aichelberg am Hangfuß und bis in die vorgelagerte Ebene.

### Geologie
Während im tiefer gelegenen nördlichen und westlichen Teil der Gemarkung der Schwarze Jura vorherrscht, liegt der höhere Teil im Braunen Jura. Zahlreiche Fossilienfunde, die vor allem beim Autobahnbau gemacht wurden, können im Urwelt-Museum Hauff der Nachbargemeinde Holzmaden besichtigt werden. Die Gemeinde ist Teil des 1979 gebildeten Grabungsschutzgebiets Holzmaden.
Der Aichelberg und der Turmberg sind herausmodellierte Überreste ehemaliger Vulkanschlote des Schwäbischen Vulkans.

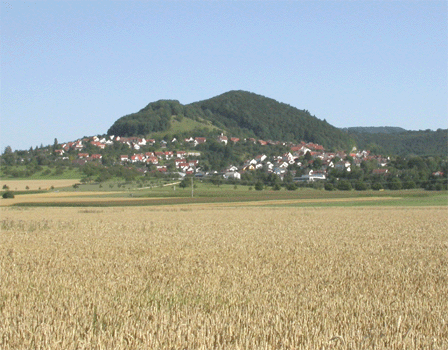
Blick auf die Gemeinde von Zell aus

### Nachbargemeinden
Nachbargemeinden sind reihum die Gemeinden Zell unter Aichelberg im Norden und Nordosten, Bad Boll im Osten und Gruibingen kurz ganz im Südosten, diese alle im eigenen Landkreis Göppingen; weiter die Stadt Weilheim an der Teck von Süden bis Westen und die Gemeinde Holzmaden im Nordwesten, beide im Landkreis Esslingen.

### Gemeindegliederung
Der einzige Ort in der Gemeinde ist das namengebende Dorf.

### Flächenaufteilung
Nach Daten des Statistischen Landesamtes, Stand 2014.

## Geschichte

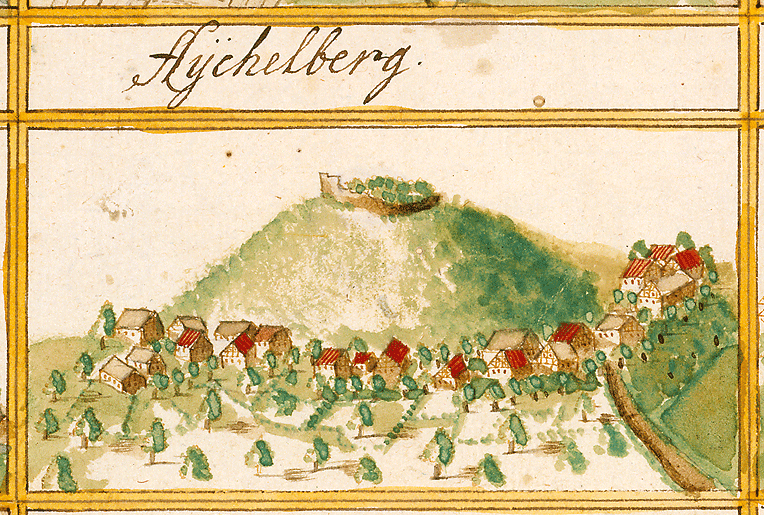
Aichelberg 1683, Forstlagerbuch von Andreas Kieser

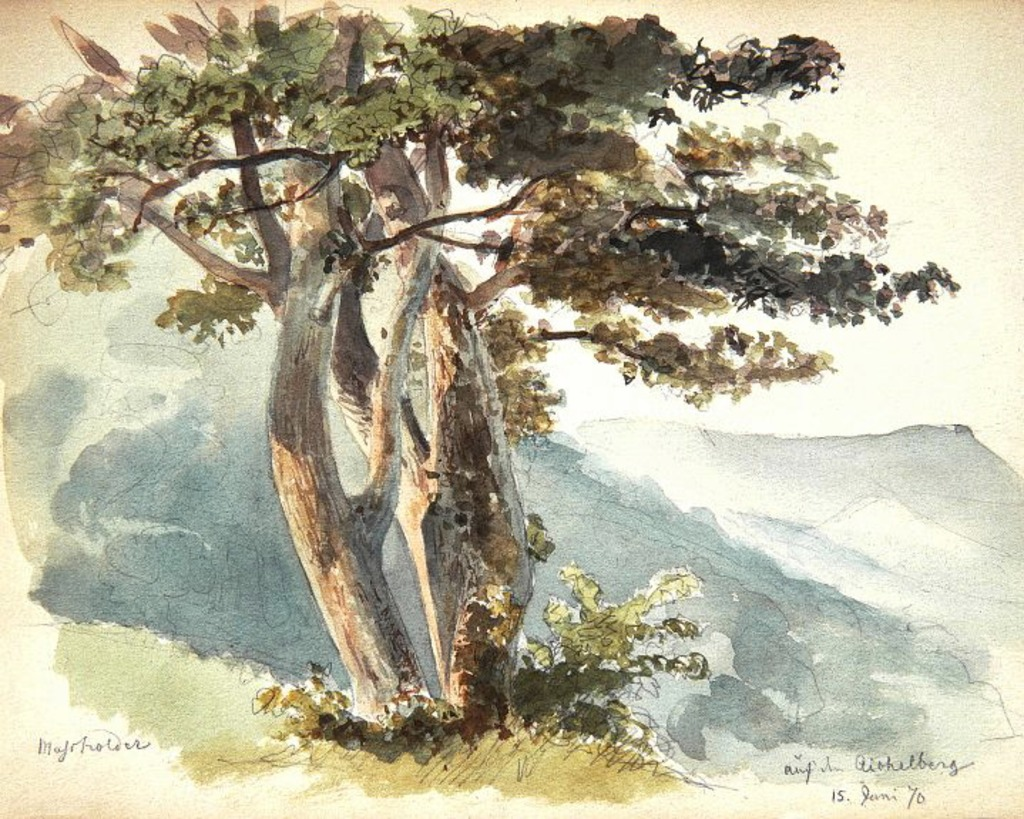
Ein Maßholder (= Feldahorn) auf dem Aichelberg, Aquarell von General Eduard von Kallee, 15. Juni 1870

### Altertum
Aichelberg war bereits in der Antike Siedlungsort. So fanden sich im November 2012 bei Grabungen im Vorfeld der Bauarbeiten der Trasse der Schnellfahrstrecke Wendlingen–Ulm an der Autobahn 8 eine römische Ziegel-Brennerei und Tafelgeschirrscherben aus dem 3. Jahrhundert.

### Vom Mittelalter bis zum Untergang des Heiligen Römischen Reichs
Um 1220 wurde eine Burg der Grafen von Aichelberg gebaut. 1330 gingen Burg und Dorf Aichelberg an die Grafen von Kirchheim über. 1334 gelangte Aichelberg durch den Verkauf des Besitzes der Grafen von Aichelberg zum Haus Württemberg unter Graf Ulrich III. Im 15. Jahrhundert entstand der so genannte Zeller Stab, dem Aichelberg angehörte. 1519 wurde Aichelberg nahezu vollständig durch Soldaten des Schwäbischen Bundes zerstört. 13 Häuser wurden niedergebrannt. Im Jahr 1525 im Bauernkrieg wurde die Burg niedergebrannt. 1628 brach die Pest in Aichelberg aus.

### Seit der Gründung des Königreichs Württemberg
Nach der Gründung des Königreichs Württemberg im Jahre 1806 gab es eine neue Verwaltungsgliederung, in deren Folge Aichelberg 1810 zum Oberamt Kirchheim unter Teck kam. Am 19. Mai 1876 wurde Aichelberg eine selbstständige Gemeinde. Im Zuge der Kreisreform von 1938 während der NS-Zeit in Württemberg kam Aichelberg zum Landkreis Göppingen.
Nach dem Zweiten Weltkrieg lag der Ort in der Amerikanischen Besatzungszone und gehörte somit zum neu gegründeten Land Württemberg-Baden, das 1952 im jetzigen Bundesland Baden-Württemberg aufging.

### Einwohnerentwicklung
Quelle: Statistisches Landesamt Baden-Württemberg für die Daten ab 1970
| Datum              | Einwohner |
| ------------------ | --------- |
| 1837               | 303       |
| 1907               | 330       |
| 17. Mai 1939       | 289       |
| 13. September 1950 | 460       |
| 27. Mai 1970       | 688       |
| 31. Dezember 1983  | 867       |
| 25. Mai 1987       | 839       |
| 31. Dezember 1990  | 884       |
| 31. Dezember 1995  | 1069      |
| 31. Dezember 2000  | 1194      |
| 31. Dezember 2005  | 1231      |
| 31. Dezember 2010  | 1294      |
| 31. Dezember 2015  | 1300      |
| 31. Dezember 2020  | 1345      |

## Politik

### Gemeinderat
Der Gemeinderat in Aichelnberg besteht aus den acht gewählten ehrenamtlichen Gemeinderäten und der Bürgermeisterin als Vorsitzende. Die Bürgermeisterin ist im Gemeinderat stimmberechtigt. Die Kommunalwahl am 9. Juni 2024 führte zu folgendem Ergebnis.  Die Wahlbeteiligung betrug 69,66 % (2019: 66,67 %).
| Partei / Liste                     | Stimmenanteil | Sitze | Vergleich mit 2019 |
| Freie Wählervereinigung Aichelberg | 47,80 %       | 4     | 45,95 %, 4 Sitze   |
| Wir für Aichelberg                 | 35,78 %       | 3     | 54,05 %, 4 Sitze   |
| Unabhängige Liste Aichelberg       | 16,42 %       | 1     | 0 %, 0 Sitze       |

### Bürgermeister
Bürgermeisterin der Gemeinde Aichelberg ist seit dem 15. Januar 2022 Heike Schwarz. Sie wurde am 17. Oktober 2021 im ersten Wahlgang mit 98,8 Prozent der Stimmen gewählt. Ihr Vorgänger war ab dem 1. August 2001 Martin Eisele. Mit 56,7 Prozent der Stimmen wurde Eisele im Mai 2017 für eine dritte Amtszeit wiedergewählt. Ende November 2021 legte er sein Amt aus gesundheitlichen Gründen nieder.

### Wappen
Die Blasonierung des Gemeindewappens von Aichelberg lautet: In Rot über silbernem Dreiberg drei (2:1) steigende silberne Eicheln.
Weiß-Rot sind die Farben der Grafen von Aichelberg. 1949 repräsentierte eine grüne Eichel auf silbernem Grund die Gemeinde. Zur Unterscheidung der damals gleichnamig bestehenden Gemeinde im Landkreis Esslingen, die heute ein Ortsteil von Aichwald ist, wurde am 25. Januar 1958 das jetzige 'vollredende Wappen' eingeführt.

## Religion
Die evangelischen Bewohner von Aichelberg gehören zur Evangelische Kirchengemeinde Zell-Aichelberg, welche die Gemeinden Zell unter Aichelberg und Aichelberg umfasst und seit 1. Januar 1976 zum Kirchenbezirk Göppingen, davor zum Kirchenbezirk Kirchheim unter Teck gehört.

## Wirtschaft und Infrastruktur

### Verkehr
Unweit der Gemeinde Aichelberg verläuft die Schnellfahrstrecke Wendlingen–Ulm sowie die Bundesautobahn 8 mit der Anschlussstelle Aichelberg. Der Abhang des Aichelbergs wurde bereits beim Bau der Autobahn im Dritten Reich für den Albaufstieg genutzt, die Überwindung der etwa 380 Höhenmeter des nördlichen Albrandes, der auch Albtrauf genannt wird. Der Aichelberg liegt vor einem inzwischen trockengefallenen Tal, das in die Alb einschneidet. Der Talgrund liegt etwa in halber Höhe zwischen Vorland und Hochfläche. Der Aufstieg konnte so in zwei Teile aufgeteilt werden, den Aichelberg und den Drackensteiner Hang.
Den Aufstieg neben dem Aichelberg bewältigte ursprünglich eine lange, gebogene Brücke, das Aichelberg-Viadukt. Beim Ausbau der Strecke zwischen 1985 und 1990 wurde diese Brücke vollständig entfernt und durch einen dreispurigen Aufstieg in einem Einschnitt mit einem kurzen Tunnel ersetzt, der Grünbrücke, die als Wildwechsel erhalten wurde. Der Ausbau bescherte der Gemeinde Aichelberg für einige Jahre die größte Autobahnbaustelle Europas.
Unmittelbar neben der Autobahn befindet sich die Baustelle der Schnellfahrstrecke Wendlingen–Ulm. Dort befindet sich das Eingangsportal des Boßlertunnels.
Von Aichelberg führen Landstraßen zu den Nachbargemeinden Bad Boll, Zell u.A., Holzmaden und der Stadt Weilheim an der Teck. Eine Buslinie verbindet Aichelberg u. a. mit Göppingen und Weilheim.
Der Schwäbische-Alb-Radweg führt als Fernradweg an Aichelberg vorbei; er führt vom Bodensee nach Donauwörth. Auf derselben Strecke führt auch der Württemberger Tälerradweg durch die Gemeinde; insgesamt führt er von Crailsheim nach Ulm und weiter über Göppingen nach Schwäbisch Gmünd. Er verbindet Aichelberg an Zell unter Aichelberg vorbei mit Bad Boll und in der anderen Richtung mit Holzmaden.

### Bildung
In Aichelberg gibt es einen Kindergarten, aber keine Schule. Aichelberger Grundschüler gehen in die Grundschule der Nachbargemeinde Zell unter Aichelberg.

## Kultur und Sehenswürdigkeiten
Die Evangelische Christuskirche wurde 1959 von dem Reutlinger Architekten Manfred Wizgall (1914–1974) gebaut. Sie fällt vor allem durch ihre Bleiglasfenster mit ihren starken Farben auf. Die Fenster wurden von dem in Hepsisau lebenden Künstler Martin Domke entworfen. Dargestellt sind rechts unten in der Südwand von hinten nach vorne Geburt, Leiden und Grab Jesu, wo der Engel die Frauen zum Auferstandenen an der Stirnwand weist. Links oben an der Nordwand dann Christus, der Auferstandene, der die zwölf Apostel aussendet. Und die Bildverkündigung im Altarfenster nach Osten zeigt Christus als Weltenherrscher und als Richter der Angenommenen und der Verdammten, als segnenden und einladenden Erlöser derer, die den Ruf der Offenbarungsposaunen hören. Das Bronzekreuz, die Leuchter und das Taufbecken schuf ebenfalls Martin Domke.
Es gibt in Nähe der Straße Alte Steige eine Luthereiche.